# Gmina Solrød
Gmina Solrød (duń. Solrød Kommune) – jedna z duńskich gmin w regionie Zelandia (do 2007 r. w okręgu Roskilde Amt).
Siedzibą władz gminy jest Solrød Strand. 
Gmina Solrød została utworzona 1 kwietnia 1970 na mocy reformy podziału administracyjnego Danii. Kolejna reforma w 2007 r. potwierdziła status gminy.

## Dane liczbowe
- Liczba ludności: (♀ 10 292 + ♂ 10 411) = 20 703
  - wiek 0-6: 9,7%
  - wiek 7-16: 14,2%
  - wiek 17-66: 67,1%
  - wiek 67+: 9,0%
- zagęszczenie ludności: 530,8 osób/km²
- bezrobocie: 3,9% osób w wieku 17-66 lat
- cudzoziemcy z UE, Skandynawii i USA: 129 na 10.000 osób
- cudzoziemcy z krajów Trzeciego Świata: 209 na 10.000 osób
- liczba szkół podstawowych: 4 (liczba klas: 128)